# Mike Harris (Politiker)

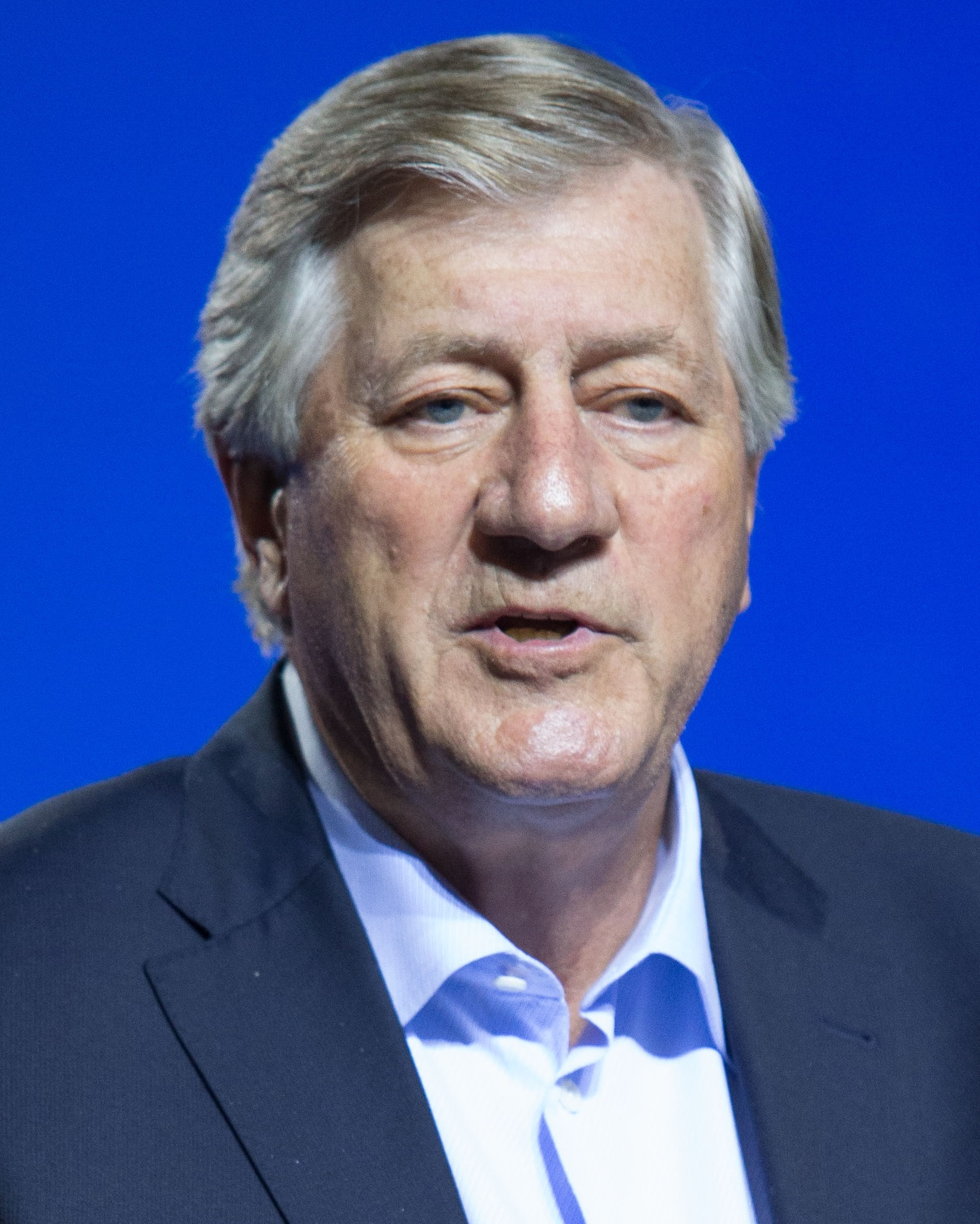
Mike Harris (2014)

Michael Deane „Mike“ Harris (* 23. Januar 1945 in Toronto, Ontario) ist ein kanadischer Politiker, der zwischen 1990 und 2002 Vorsitzender der Progressive Conservative Party of Ontario sowie von 1995 bis 2002 Premierminister von Ontario war.

## Leben

### Lehrer und Mitglied der Legislativversammlung
Harris begann nach dem Schulbesuch zunächst ein Studium an der Waterloo Lutheran University, das er 1966 jedoch ohne Abschluss beendete. Im Anschluss arbeitete er als Skilehrer im Unternehmen seines Vaters in Sainte-Adèle, ehe er später ein Lehramtsstudium an der Laurentian University sowie am North Bay Teachers’ College absolvierte und danach als Lehrer arbeitete.
Seine politische Laufbahn begann Harris, als er als Kandidat der Progressive Conservative Party of Ontario bei den Wahlen vom 19. März 1981 im Wahlkreis Nipissing erstmals zum Mitglied der Legislativversammlung von Ontario gewählt wurde. In der Folgezeit war er zu Beginn seiner Parlamentszugehörigkeit Parlamentarischer Assistent des Umweltministers und Vorsitzender des Ausschusses für öffentliche Konten sowie Mitglied des Ausschusses für allgemeine Regierungspolitik sowie des Ausschusses für Ressourcenentwicklung.

### Minister in der Provinzregierung von Ontario, Oppositionsführer und Parteivorsitzender
1985 wurde Harris von Premierminister Frank Miller als Minister für natürliche Ressourcen und Umweltminister in der Regierung der Provinz Ontario berufen. Dieses Ministeramt bekleidete er bis Miller am 26. Juni 1985 sein Amt durch ein Misstrauensvotum verlor, und durch eine Minderheitsregierung der Ontario Liberal Party durch Premierminister David Peterson abgelöst wurde.
In der Folgezeit fungierte er von 1985 bis 1990 als Vorsitzender der oppositionellen PCP-Fraktion in der Legislativversammlung. Nachdem die Liberale Partei Petersons die Wahlen vom 10. September 1987 gewonnen hatte und mit 95 der 130 Sitze über eine absolute Mehrheit verfügte, wurde Harris auch Sprecher der Opposition für Steuern, Arbeit, Wohnungsbau, Finanzen und Entwicklung Nord-Ontarios. Als finanzpolitischer Sprecher entwickelte er die steuerpolitischen Grundsätze seiner Partei.
Am 12. Mai 1990 wurde Harris als Nachfolger von Andy Brandt Vorsitzender der Progressive Conservative Party of Ontario und war deren Spitzenkandidat bei den Wahlen zur Legislativversammlung am 6. September 1990, bei denen die Partei ihr Ergebnis von 16 auf 20 Mandate zwar leicht verbessern konnte, aber nach wie vor nur drittstärkste Kraft im 130-köpfigen Parlament blieb. Bei dieser Wahl verlor aber die Liberale Partei unter Premierminister Peterson ihre absolute Mehrheit und wurde mit 36 Sitzen nur noch zweitstärkste Fraktion. Wahlsieger war die Ontario New Democratic Party (NDP), die 55 Mandate hinzugewann und statt 19 nunmehr 74 Abgeordnete hatte und damit mit Bob Rae am 1. Oktober 1990 den Premierminister stellen konnte.

### Premierminister 1995 bis 2002 undCommon Sense Revolution
Im Mai 1994 stellte Harris das Common Sense Revolution genannte neue Partei- und Wahlprogramm der PCP vor. Dieses sah einen Plan zur Senkung von Steuern und die Reduzierung der Größe und der Kosten der Regierung der Provinz vor.
Dieses Wahlprogramm trug zum Wahlsieg der Progressive Conservative Party of Ontario bei den Wahlen zur Legislativversammlung am 8. Juni 1995 bei. Die PCP verbesserte sich um 62 Sitze und verfügte nun mit 82 Abgeordneten über eine absolute Mehrheit in der Legislativversammlung. Die Liberale Partei blieb zweitstärkste Kraft, verlor ab sechs ihrer 36 Mandate und hatte zukünftig 30 Abgeordnete. Großer Wahlverlierer war die NDP von Premierminister Rae, die 57 ihrer 74 Mandate vor und mit 17 Sitzen nur noch drittstärkste Fraktion war. Daneben gehörte ein Parteiloser der Legislativversammlung an.
Harris wurde daraufhin am 26. Juni 1995 als Nachfolger von Bob Rae 22. Premierminister von Ontario. Seine Regierung repräsentierte damit einen drastischen Wechsel von der sozialistischen NDP-Regierung hin zum Konservativismus der PCP. Er begann als Verfechter von Steuererleichterungen und einer kleineren, weniger interventionischen Regierung mit der Umsetzung der Common Sense Revolution, die in den ersten Monaten seiner Regierung deutlich spürbar war. Die Regierung reduzierte öffentliche Sozialhilfezahlungen um mehr als 20 Prozent und hob die gegen Streikbrecher gerichtete Gesetzgebung der vorhergehenden Regierung. Zugleich zentralisierte er die Verwaltung der Regierung und bildete mit seinem 20-köpfigen Kabinett die kleinste Regierung in der modernen Geschichte Ontarios.
Die Pläne setzten sich auch in einer Verkleinerung der Legislativversammlung fort, die bei den Wahlen vom 3. Juni 1999 nur noch aus 103 Sitzen bestand. Davon entfielen auf die PCP 59 Sitze, auf die Liberale Partei 35 Mandate und auf die NDP neun Sitze.
Nach fast siebenjähriger Amtszeit trat Harris am 14. April 2002 zurück und übergab das Amt des Premierministers von Ontario an seinen Parteifreund Ernie Eves.